# 川西市立川西北小学校
川西市立川西北小学校（かわにししりつ かわにしきたしょうがっこう）は、兵庫県川西市丸の内町にある公立小学校。児童数は、2015年現在400人程度。

## 歴史
- 1954年5月23日 - 川西市立川西小学校から、分離開校される。

## 周辺施設
- 川西市文化会館
- 川西北幼稚園
- 川西警察署
- ミドリ電化川西店

## アクセス
- 能勢電鉄滝山駅より徒歩3分

## 著名な出身者
- 西畠清順（そら植物園株式会社代表取締役、『課外授業 ようこそ先輩』〈NHK、2013年12月6日放送〉で来校[2]）- 1993年卒業